# روبرت الأول، كونت درو
روبرت الأول دي درو (بالفرنسية: Robert Ier de Dreux)‏، الملق بـ الكبير (حوالي.1123 - 11 أكتوبر 1188)؛ هو ابن الخامس لـ لويس السادس ملك فرنسا وأديلايد دي موريين ابنة همبرت الثاني، كونت سافوي.
في 1137 تلقى من والده درو كإقطاعية، وحمل هذا اللقب حتى عام 1184 عندما منحه لابنه الثاني روبرت.
في 1139 تزوج من أغنيس دي غارلاند، وفي 1145 تزوج من هاويس دي سالزبوري، وما زواجه الثالث من أغنيس دي بودمونت في 1152 حصل على عدة مقاطعات منها بودمونت ولونغفيل ونيسل.
شارك روبرت في الحملة الصليبية الثانية وأيضا شارك خلال حصار دمشق في 1148، وفي 1158 قاتل ضد الإنجليز، وشارك في حصار سيز في 1154.

## الزواج والأبناء
- تزوج أولا من أغنيس دي غارلاند ابنة أنسيو دي غارلاند، كونت روشفور.[6]

1. سيمون (1141 - قبل.1182)؛ لورد لا نو.

- تزوج ثانياً من هاويس دي سالزبوري ابنة والتر فيتزإدوارد دي سالزبوري، شريف ويلتشير.

1. أديلا (1145 - بعد.1210)؛ تزوجت من فاليران الثالث، كونت بريتيول؛ ثم تزوجت من غي الثاني، لورد شاتيون-سور-مارن؛ ثم تزوجت جان دي ثورت؛ ثم من راؤول دي نيسل، كونت سواسون.[7]
2. أليس أو أدلهيد (1144-؟).

- تزوج من أغنيس دي بودمونت، كونتيسة برين (1130 - حوالي.1202)؛ [5] وأنجبت له:-

1. روبرت الثاني (1218-1154)؛ كونت درو وبرين.[8]
2. هنري (1199-1155)؛ أسقف أورليان.
3. أليس (1156 - بعد.1217)؛ تزوجت من راؤول الأول، لورد كوسي.[7]
4. فيليب (1217-1158)؛ أسقف بيوفيس.[9]
5. إيزابيلا (1239-1160)؛ تزوجت من هيو الثالث، لورد برويز.[10]
6. بيير (1186-1161).
7. وليام (1163 - بعد.1189)؛ لورد برايي وتورسي وشيلي
8. جان (1164 - بعد.1189).
9. ماميلي (1200-1166).
10. مارغريت (1167-؟)؛ راهبة.

- وقد يكون المستشار الصقلي ستيفن دو بيرش ابناً الغير الشرعي له، وقد لايكون.